# اوچا (مجارستان)
اوچا (به مجاری: Ócsa) یک منطقهٔ مسکونی در مجارستان است که در ناحیه دیال واقع شده‌است. اوچا ۸۱٫۶۴ کیلومتر مربع مساحت و ۸٬۹۵۳ نفر جمعیت دارد.